# Karel Václav Bruntálský z Vrbna
Karel Václav Bruntálský z Vrbna (německy Karl Wenzel von Wrbna-Freudenthal, 13. září 1716, Lehnice – 22. listopadu 1757, padl u Vratislavi) byl moravský šlechtic ze slezské linie rodu Bruntálských z Vrbna. Sloužil jako generál císařské armády.

## Život
Narodil se jako syn hraběte Václava Albrechta z mladší (Albrechtské) linie rodu a jeho manželky Marie Augusty princezny z Fürstenbergu. 
Rozhodl se pro vojenskou dráhu. V císařské armádě brzy dosáhl generálské hodnosti.  
Karel Václav se v roce 1735 oženil s Marií Eleonorou hraběnkou z Mannsfeldu (1710–1761). Z jejich manželství se narodila jediná dcera Marie Eleonora (1740–1789), která se provdala za Františka z Colloredo-Waldsee (1736–1806). 
V roce 1757 se zúčastnil bojů ve druhém tažení sedmileté války. V hodnosti generála padl v boji ve vítězné bitvě u Vratislavi 22. listopadu téhož roku, v níž arcivévoda Karel Alexandr Lotrinský rozdrtil vojsko vévody Augusta Viléma Brunšvického. 
Jeho smrtí také vyhasla mladší rodová linie, především ve Slezsku usazená linie hrabat z Vrbna.